# Margaret Karram
Margaret Karram (* 3. März 1962 in Haifa, Israel) ist die dritte Präsidentin der Fokolarbewegung.

## Leben
Margaret Karram wurde als katholische Araberin in Haifa geboren. Sie wuchs in einer Familie auf, in der ihr eine große Offenheit für andere Religionen und Kulturen vermittelt wurde. Ihr Vater Boulos Karram war Mitglied des Ritterordens vom Heiligen Grab zu Jerusalem. Sie  besuchte die katholische Schule von Karmelitinnen in Haifa, wo sie neben Arabisch und Hebräisch auch Englisch und Italienisch lernte. Im Alter von vierzehn Jahren lernte sie die Fokolarbewegung kennen.
Sie  studierte Judaistik an der American Jewish University (AJU) in Los Angeles (USA) und war in verschiedenen verantwortlichen Positionen für die Fokolarbewegung in Los Angeles und in Jerusalem tätig.
Sie engagierte sich in diversen Organisationen zur Förderung des Dialogs zwischen den drei monotheistischen Religionen, so in der Bischöflichen Kommission für den interreligiösen Dialog, der Versammlung der Katholiken des Heiligen Landes und in der Organisation ICCI (Interreligiöser Koordinationsrat in Israel).
Zudem arbeitete sie im italienischen Generalkonsulat in Jerusalem.
Seit 2014 ist sie im Internationalen Fokolar-Zentrum als Beraterin für Italien und Albanien tätig und mitverantwortlich für den Dialog zwischen kirchlichen Bewegungen und neuen katholischen Gemeinschaften. Sie nahm als Vertreterin ihrer Gemeinschaft an der historischen Begegnung von Papst Franziskus mit Schimon Peres und Mahmud Abbas in den vatikanischen Gärten am Pfingsttag 2014 teil.
Am 31. Januar 2021 wurde sie für sechs Jahre zur 3. Präsidentin der Fokolarbewegung gewählt und am 1. Februar 2021 statutengemäß vom Dikasterium für die Laien bestätigt. Bei der XVI. Vollversammlung der Bischofssynode 2023/24 gehörte sie zu den stimmberechtigten Mitgliedern ohne Bischofsweihe. Sie ist damit die zweite Nachfolgerin von Chiara Lubich, der Gründerin der internationalen, ökumenischen Bewegung und zugleich die erste Nicht-Italienerin in diesem Amt, das laut Statuten grundsätzlich Frauen vorbehalten ist.

## Auszeichnungen
Im Jahr 2013 erhielt sie von Gregory Collins, damals Abt der Jerusalemer Dormitio-Abtei, zusammen mit der jüdischen Gelehrten und Forscherin Yisca Harani den Mount Zion Award for Reconciliation für ihr Engagement für die Entwicklung des Dialogs zwischen verschiedenen Kulturen und Religionen.
Im Jahr 2016 erhielt sie den St. Rita International Prize für die Förderung des Dialogs zwischen Christen, Juden und Muslimen sowie zwischen Israelis und Palästinensern.